# Georges Guynemer
Georges Marie Ludovic Jules Guynemer (Párizs, 1894. december 24. – Poelkapelle, 1917. szeptember 11.) világhírű francia pilóta, ász. Az első világháborúban 54 légi győzelmével a tizenegyedik legeredményesebb harci pilóta, a franciák között ezzel a teljesítményével második.

## Élete és pályája
1894. december 24-én született Párizsban. Eredetileg nem akart, de végül szerelőként belépett a hadseregbe. 1915 közepén csatlakozott a Francia Légierő kötelékéhez. Első igazolt légi győzelmét 1915. július 19-én érte el egy Aviatik C típusú repülőgép ellen Septmonts közelében. 1916 februárjában lelövi ötödik gépét és előléptetik hadnaggyá. Guynemer gyorsan a nép egyik kedvencévé vált, gyorsan emelkedett a legjobb ászok közé, és élete végére 54 légi győzelmével a második helyen állt a legjobb francia pilóták közül, őt csak René Paul Fonck előzte meg 75 légi győzelemmel. Több német ászpilótával is küzdelmet vívott, egyik leghíresebb ilyen harc 1917-ben a legendás német ásszal, Ernst Udettel vívta, mikor a két gép mintegy 20 percig küzdött egymással, Udetnek viszont meghibásodott a fegyvere és így tehetetlen volt a támadásokkal szemben. Guynemer viszont nem lőtte le, mellé szállt és integetett neki, majd tovább állt. Ez az eset bizonyítja a francia pilóta élete végéig megmaradó lovagiasságát.

## Halála és emlékezete
1917. szeptember 11. bevetésre készült és felszállt gépével. Azóta senki sem látta. Nem tudni pontosan mi lett vele. Valószínűleg aznap egy légi csatában Poelkapelle felett lelőtték és a földbe csapódott. Holttestét sem találták meg soha. Bár eredményeit tekintve nem ő volt a legjobb francia pilóta, a franciák nagy része őt tartja a legjobbnak és ma is nemzeti hősként tisztelik.

## Kitüntetései
- Francia Köztársaság Becsületrendje
- Francia Katonai Érdemérem (Médaille Militaire)
- Croix de guerre (francia Hadikereszt)
- Belga Lipót-rend